# چانگو نارایان
چانگو نارایان  معبدی تاریخی در نپال است که بر فراز تپه‌ای در شرق دره کاتماندو، در حدود ۶ کیلومتری شمال باکتاپور و ۲۲ کیلومتری کاتماندو واقع شده‌است. این معبد دو سقفه را قدیمی‌ترین معبد ویشنو در درهٔ کاتماندو می‌دانند که تاریخ ساختش به  سدهٔ چهارم میلادی می‌رسد و بسیاری از مجسمه‌های سنگی آن متعلق به دوران پادشاهی لیچاوی (سده‌های ۴ تا ۹ میلادی) است. این معبد در طول تاریخ به‌دلیل بروز آتش‌سوزی‌ها و زمین‌لرزه‌هایی که منجر به صدمه‌دیدن آن می‌شد به‌طور مرتب مورد بازسازی و نوسازی قرار گرفته‌است و بنای کنونی آن به سال ۱۷۰۲ برمی‌گردد که پس از آتش‌سوزی‌ای دوباره بازسازی شد. این معبد در سال ۱۹۷۹ به عنوان یکی از ۷ میراث فرهنگی درهٔ کاتماندو وارد فهرست میراث جهانی یونسکو گردید.
معبد چانگو نارایان به ویشنو، خدای هندوها پس از تجسمش در کالبد نارایان تقدیم شده و غیر هندوها اجازهٔ ورود به داخل معبد اصلی را ندارند، اما می‌توانند برای دیدن تزئینات چوبی و سنگ‌کاری‌های خارج از ساختمان معبد وارد حیاط آن شوند.
معبد اصلی چانگو نارایان شامل پاگودایی دوردیفه با معماری نِوایی زیبایی  است که در حیاطی چهارگوش واقع شده و  دو استراحتگاه مذهبی موسوم به دارامشالای دوطبقه آن را احاطه کرده‌اند. سقف بالایی معبد از مس زراندود و سقف پایینی از سفال‌های قرمزرنگ پوشیده‌شده و  استرات‌هایی چوبی با تزئینات حکاکی‌شده و نقش‌هایی از خدایان، خردمندان و قدیسان  این دو سقف را نگاه داشته‌اند. در چهار طرف سازه، درهایی چوبی که استادانه ساخته‌شده‌اند قرار دارد و مجسمه‌هایی سنگی از شیرها و شیردال‌ها به محافظت از هر در قرار داده شده‌اند.

## نگارخانه

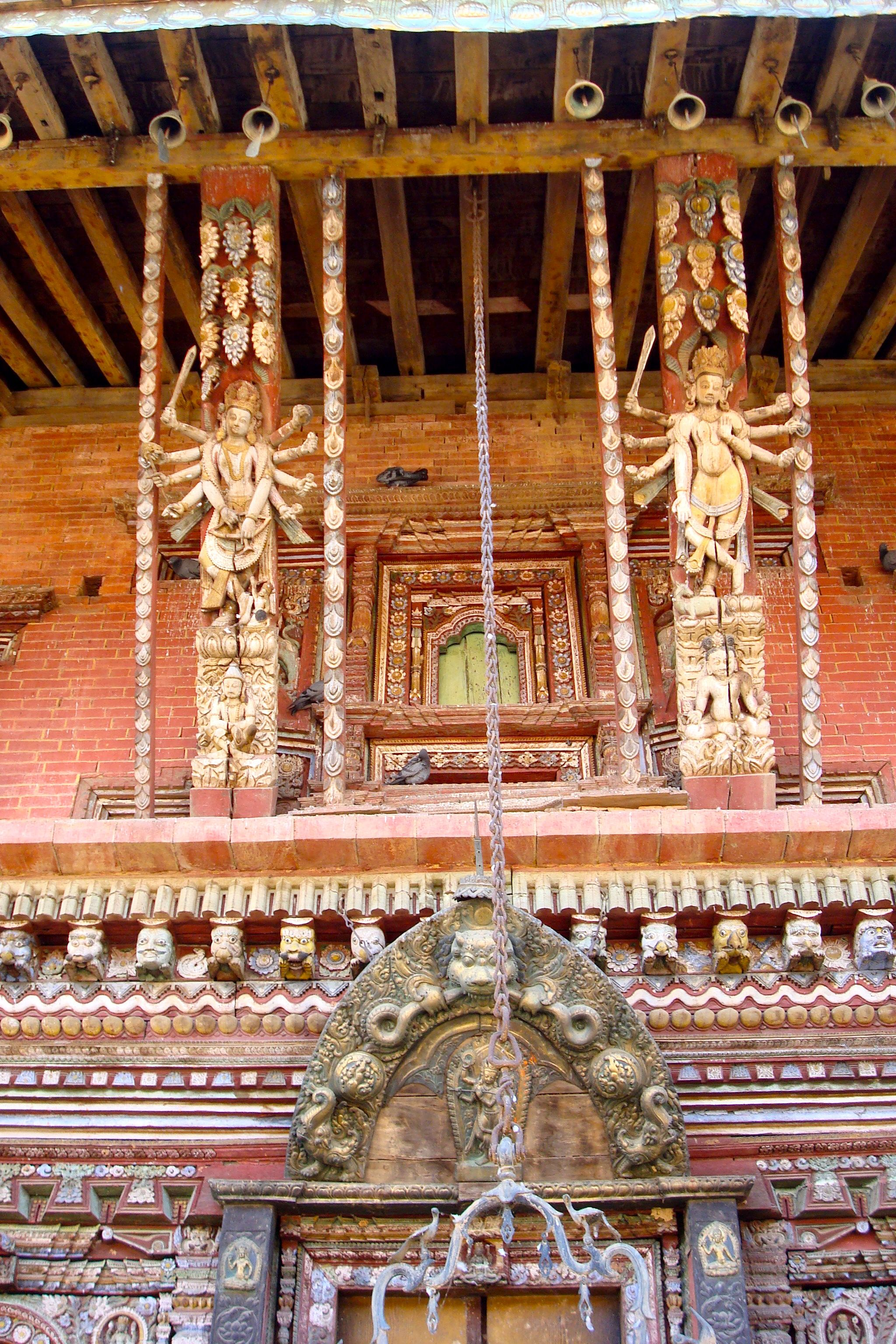
یکی از ورودی‌های معبد
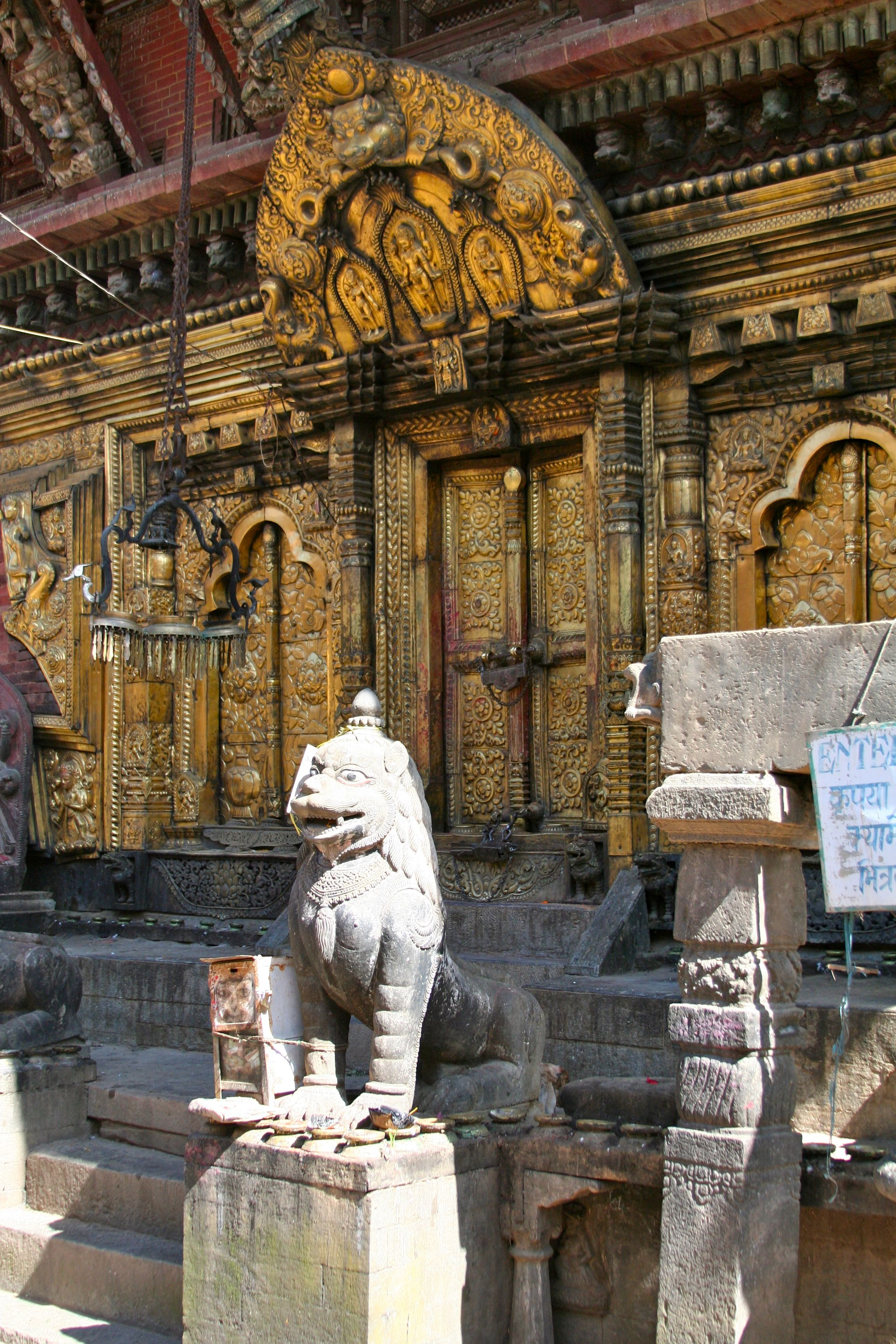
شیر نگهبان ورودی معبد
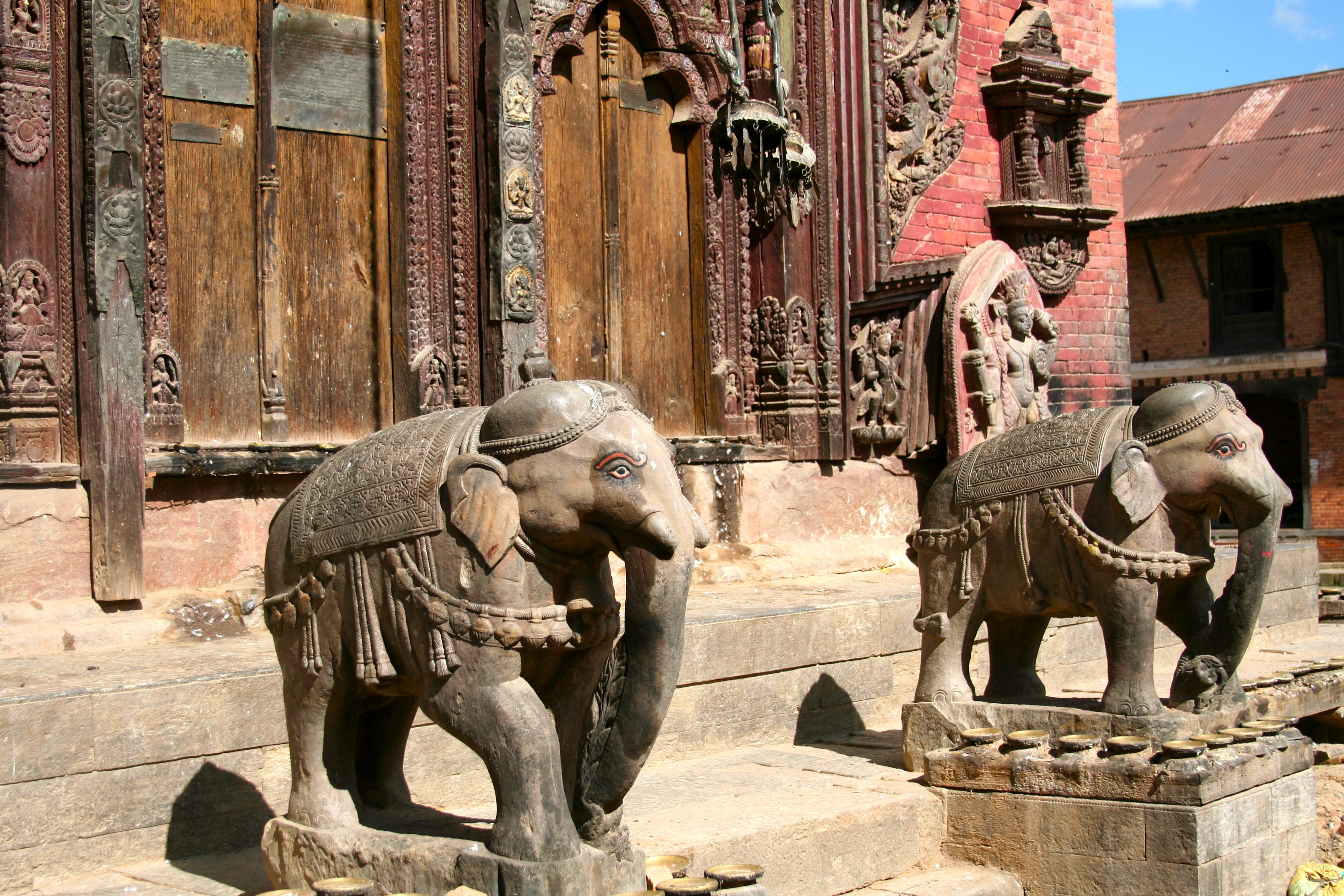
فیل‌های نگهبان یکی از ورودی‌های معبد